# Somatochlora daviesi
Somatochlora daviesi – gatunek ważki z rodziny szklarkowatych (Corduliidae). Miejsce typowe to góry Khasi Hills w stanie Meghalaya w północno-wschodnich Indiach. Za synonim S. daviesi uznany został takson S. nepalensis, stwierdzony na czterech stanowiskach w górach Nepalu, gdyż różnice między przedstawicielami obu tych taksonów są na tyle małe, że nie stanowią wystarczającej przesłanki, by traktować je jako odrębne gatunki.